# Chiesa di San Martino Vescovo (Albiano d'Ivrea)
La chiesa di San Martino Vescovo è la parrocchiale di Albiano d'Ivrea, in città metropolitana di Torino e diocesi di Ivrea; fa parte della vicaria Serra.

## Storia
La parrocchia di Albiano fu sin dalla sua fondazione di diretta pertinenza del vescovo d'Ivrea, che ne nominava il prevosto senza aver l'obbligo di consultare i capifamiglia.
Il territorio della parrocchia albianese venne rimpicciolito nel 1443, allorché fu tolta dalla sua giurisdizione la località di Tina.
La prima pietra della nuova chiesa barocca venne posta nel 1773; l'edificio, disegnato dal siciliano Francesco Martinez, nipote del famoso architetto Filippo Juvarra, fu portato a compimento nel 1787.
Nel 1972, per adeguare la parrocchiale alle norme postconciliari, si provvide ad aggiungere l'altare rivolto verso l'assemblea e nel 2017 il tetto della chiesa venne interessato da un intervento di restauro.

## Descrizione

### Esterno
La facciata della chiesa, rivolta a nordovest e caratterizzata dagli angoli smussati, è suddivisa da una cornice marcapiano in due registri, entrambi scanditi da paraste e abbelliti da specchiature; quello inferiore presenta centralmente il portale d'ingresso sovrastato da un mosaico, mentre in quello superiore, concluso da un coronamento mistilineo, si apre una nicchia nella quale è alloggiata una statua.
Annesso alla parrocchiale è il campanile a base quadrata, la cui cella presenta su ogni una monofora ed è coperta dal tetto a quattro falde.

### Interno
L'interno dell'edificio si compone di un'unica navata, decorata con decorazioni fitomorfe, sulla quale si affacciano le cappelle laterali e le cui pareti sono scandite da lesene sorreggenti la trabeazione sopra la quale si imposta la volta; al termine dell'aula si sviluppa il presbiterio, rialzato di alcuni gradini e chiuso dall'abside di forma semicircolare.